# Димитрис Линарас
Димѝтрис Линара̀с (на гръцки: Δημήτρης Λιναράς) е гръцки художник.

## Биография
Линарас е роден в 1895 година в гъркоманско семейство в Битоля, тогава в Османската империя. Получава основно образование в гръцкото училище в родния си град, а след това в Турската гимназия. След като Битоля остава в Сърбия след Балканските войни, в 1914 година семейството му заедно с голяма вълна гъркомани се установява в останалия в Гърция Лерин. Учи в Атинското училище за изящни изкуства. Ангелос Галинас събужда у него възхищение към акварела. В 1920 година Линарас се завръща в Лерин и отворя фотографско студио. В 1956 година емигрира в Детройт, САЩ.
Линарас е смятан за най-добрия фотограф и изобщо артист на предвоенен Лерин. Той е и първият учител по рисуване в Просветното дружество „Аристотел“. Творчеството му се състои от маслени платна и акварели.
Умира в 1977 година.